# 이순걸 (정치인)
이순걸(李洵杰, 1961년 5월 20일~)은 대한민국의 정치인이다. 제8대 울주군수이다.

## 학력
- 온양초등학교 졸업
- 남창중학교 졸업
- 울산공업고등학교 기계과 졸업
- 경남대학교 무역학과 졸업 학사
- 울산대학교 정책대학원 사회복지학과 졸업 석사

## 역대 선거 결과
|  | 51.8% |

|  | 26.24% |

|  | 20.64% |

|  | 45.33% |

|  | 58.80% |

| 전임 이선호 | 제8대 울산광역시 울주군수 2022년 7월 1일~ |  |